# Synarna
Synarna (ukr. Синарна) – wieś na Ukrainie, w obwodzie winnickim, w rejonie winnickim, w hromadzie Oratów. W 2001 liczyła 328 mieszkańców, spośród których 327 wskazało jako ojczysty język ukraiński, a 1 rosyjski.